# Hidrodresserita
La hidrodresserita és un mineral de la classe dels carbonats que pertany al grup de la dresserita. Rep el seu nom en al·lusió al fet que és un equivalent completament hidratat de la dresserita.

## Característiques
La hidrodresserita és un carbonat de fórmula química BaAl₂(CO₃)₂(OH)₄(H₂O)·2H₂O. Va ser aprovada com a espècie vàlida per l'Associació Mineralògica Internacional l'any 1976. Cristal·litza en el sistema triclínic. La seva duresa a l'escala de Mohs es troba entre 3 i 4. És un mineral isostructural amb la dresserita i l'estronciodresserita.
Segons la classificació de Nickel-Strunz, la hidrodresserita pertany a «05.D - Carbonats amb anions addicionals, amb H₂O, amb cations grans i de mida mitjana» juntament amb els següents minerals: alumohidrocalcita, nasledovita, paraalumohidrocalcita, dresserita, dundasita, montroyalita, estronciodresserita, petterdita, kochsandorita, schuilingita-(Nd), sergeevita i szymanskiïta.

## Formació i jaciments
Va ser descoberta l'any 1976 a la pedrera Francon, a Mont-real, a la regió del Quebec (Canadà). Es tracta de l'únic indret on ha estat trobada aquesta espècie mineral.